# Nem lesz semmi baj!
A Nem lesz semmi baj! (We're Gonna Be All Right) a Született feleségek (Desperate Housewives) című amerikai filmsorozat harmincötödik epizódja. Az Amerikai Egyesült Államokban először az ABC (American Broadcasting Company) adó sugározta 2006. január 15-én.

## Az epizód cselekménye
A szokásos évi véradás hagyománynak számított a Lila Akác közben. A lakók többsége az egészség és a testi jólét ügyét kívánta támogatni. Ám a barátnőket ez alkalommal teljesen más jellegű problémák foglalkoztatták, nevezetesen: miképp került Applewhite-ék háza elé a csomagtartóba zárt hulla, és vajon ki lehetett a szerencsétlen megboldogult férfi? A környéken felbukkanó „kórra” pedig egyöntetűen mutatnak rá a „gyógymódra”: Bree – Barton nyomozó segítségével – nézzen utána az Applewhite-ék körüli titokzatos dolgoknak. Jó pár csalódás és egy balul sikerült vakrandi után, Susant végre összehozza a sors Dr. Igazival, a zavarba ejtően jóképű sebésszel. Julie hathatós rábeszélésére pedig – a maga ügyetlen módján – rástartol Dr. Ron-ra. Bree később félreérthető helyzetbe keveredik Barton nyomozóval, Gabrielle-ről viszont annál félreérthetetlenebb képek kerülnek fel az Internetre. Tom pánikba esik, amikor kiderül, hogy a gyerekek bárányhimlősek, Lynette pedig teljesen kikészül, amikor kiderül, hogy Tom-nak van egy B terve arra az esetre, ha ő esetleg valami oknál fogva nem lenne. Nem utolsósorban pedig hosszú hallgatás után Noah Taylor felveszi a kapcsolatot Mike-kal.

## Mellékszereplők
- Harriet Sansom Harris – Felicia Tilman
- Bob Gunton – Noah Taylor
- Jay Harrington – Dr. Ron McCready
- Robert Cicchini – Scott Tollman
- Kurt Fuller – Barton nyomozó
- Greg Germann – Jim Halverson
- Sandra Purpuro – Prostituált
- Alejandro Patino – Ralph
- Albert Garcia – Luis
- Jon Spinogatti – MRI Technikus
- Sonia Iris Lozada – Véradó nővér
- Verda Bridges – Ápolónő a kórházban
- Nikki Tyler-Flynn – Noah ápolónője
- Roberto Sanchez – Rendőr

## Mary Alice epizódzáró monológja
- A narrátor, Mary Alice monológja az epizód végén így hangzik (a magyar változat alapján):

„A betegség sokféle formát ölthet. Az, amely a testet támadja meg, könnyen kezelhető. Jóval bonyolultabb azonban az a rejtett métely, ami a szívünkbe fészkeli be magát. A titkos szenvedély, ami felemészti a lelkünket. És a kór, ami – bárhogy tagadjuk is – befolyásolja ítélőképességünket. Hogy túléljük, meg kell találnunk azt a különleges valakit, aki képes meggyógyítani.
De sosem tudhatjuk előre, kinél van a gyógyír kínjainkra. Vagy hogy mikor bukkan fel vele.”

## Epizódcímek szerte a világban
- Angol: We're Gonna Be All Right (Rendben leszünk)
- Francia: Médicalement vôtre
- Lengyel: Wszystko będzie dobrze (Minden rendben lesz)
- Német: Alles wird gut (Minden rendben lesz)